# Bonfield
Bonfield es una villa ubicada en el condado de Kankakee en el estado estadounidense de Illinois. En el Censo de 2010 tenía una población de 382 habitantes y una densidad poblacional de 299,78 personas por km².

## Geografía
Bonfield se encuentra ubicada en las coordenadas 41°8′42″N 88°3′15″O / 41.14500, -88.05417. Según la Oficina del Censo de los Estados Unidos, Bonfield tiene una superficie total de 1.27 km², de la cual 1.27 km² corresponden a tierra firme y (0%) 0 km² es agua.

## Demografía
Según el censo de 2010, había 382 personas residiendo en Bonfield. La densidad de población era de 299,78 hab./km². De los 382 habitantes, Bonfield estaba compuesto por el 97.38% blancos, el 0% eran afroamericanos, el 0.26% eran amerindios, el 0.26% eran asiáticos, el 0% eran isleños del Pacífico, el 0% eran de otras razas y el 2.09% pertenecían a dos o más razas. Del total de la población el 1.83% eran hispanos o latinos de cualquier raza.